# Рока Сузела
Ро̀ка Сузѐда (на италиански: Rocca Susella; на ломбардски: Susala, Сусала) е община в Северна Италия, провинция Павия, регион Ломбардия. Административен център на общината е село Сузела (на италиански: Susella), което е разположено на 525 m надморска височина. Населението на общината е 221 души (към 2018 г.